# Škoda 100

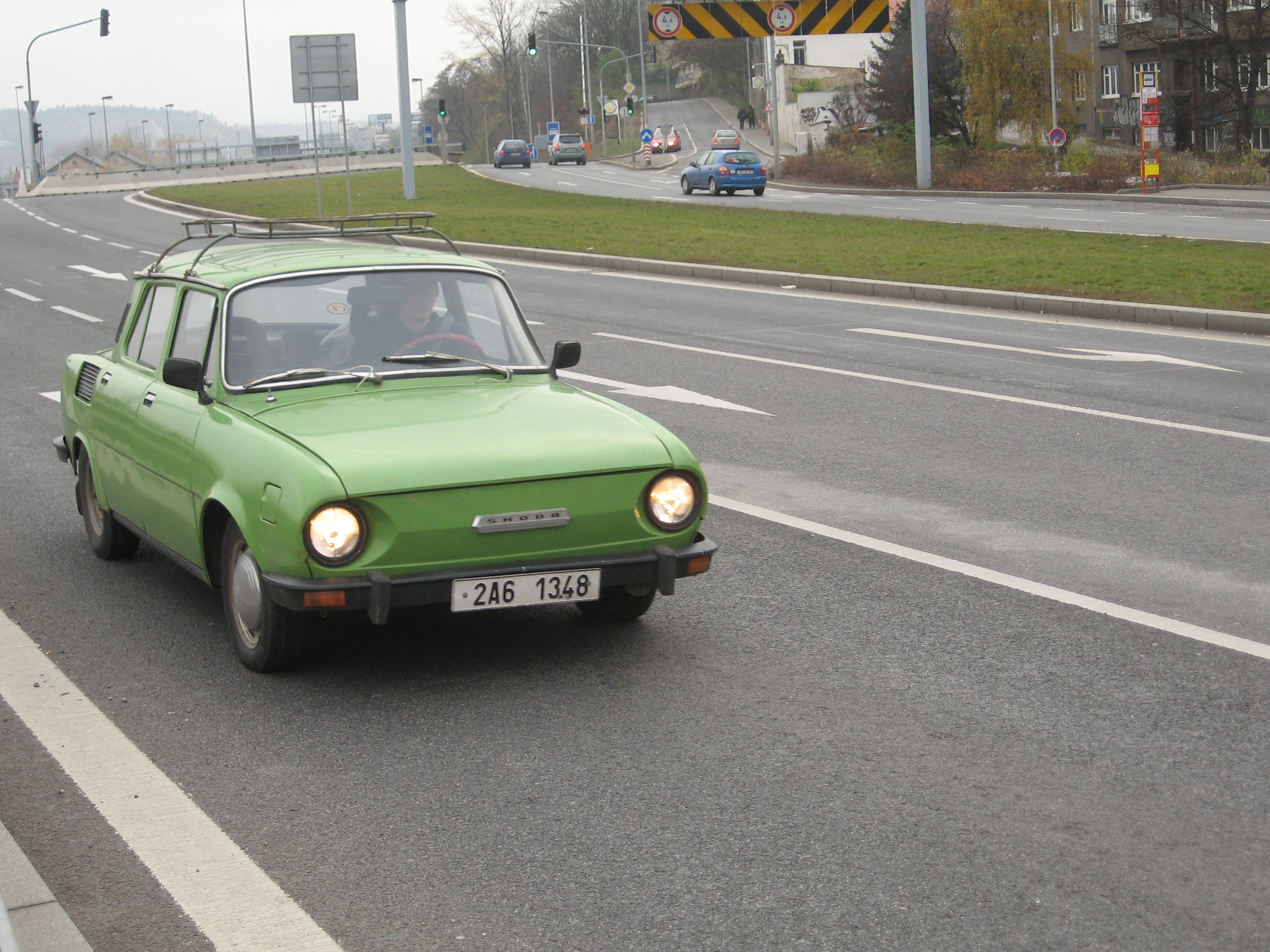
Škoda 100

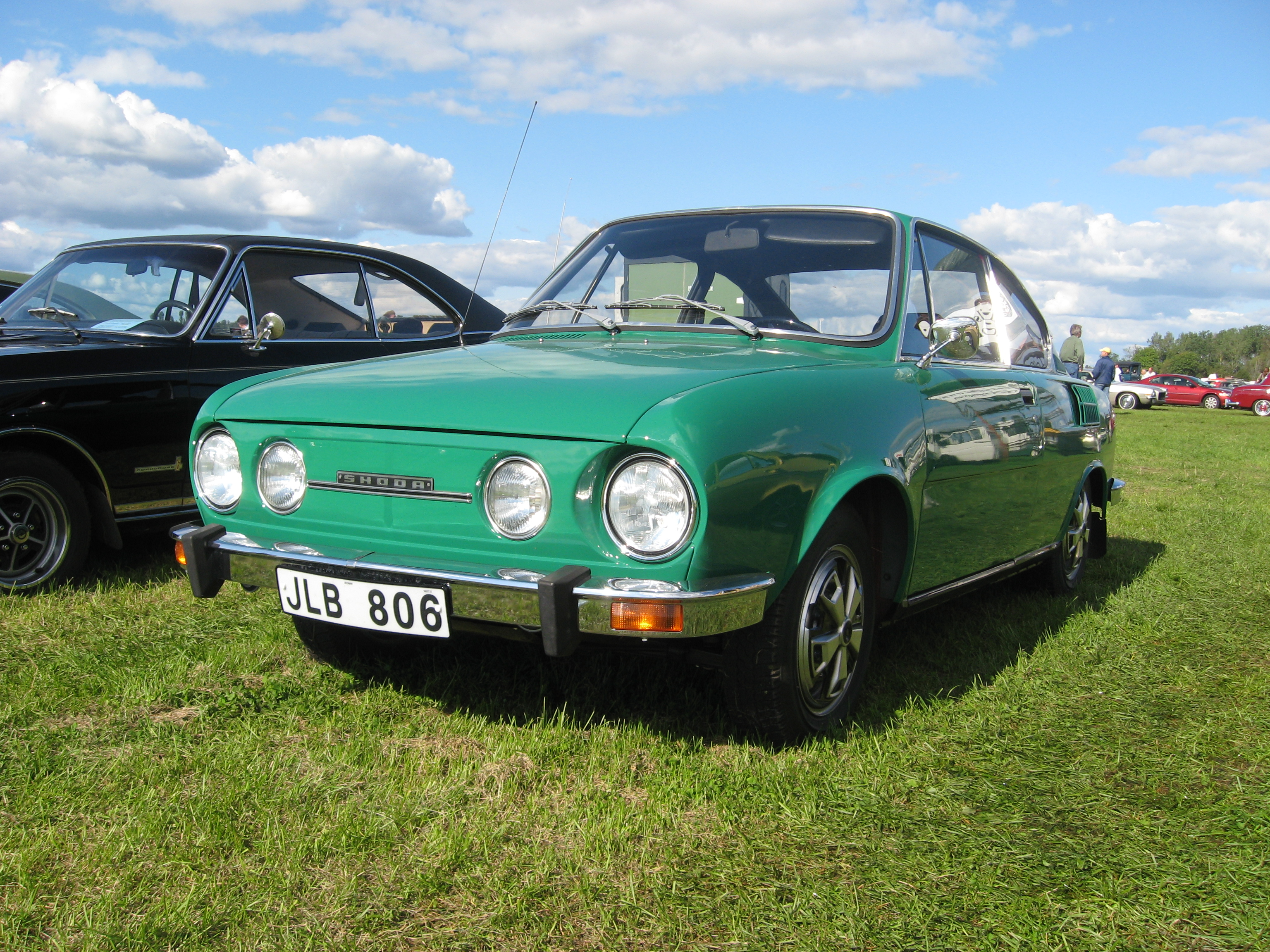
Skoda 110 R Coupé

Škoda 100/110 var två varianter av en bakhjulsdriven bil med svansmotor på 1,0 respektive 1,1 liter. Bilen producerades av Škoda Auto i Mladá Boleslav i Tjeckoslovakien mellan 1969 och 1977.
Škoda 100/110 var en efterföljare till MB1000/1100. Tillverkaren behöll av politiskt-ekonomiska skäl ett koncept med motor och kraftöverföring vid bakre axeln. Karossen omarbetades med hänsyn till nya säkerhetsföreskrifter samt krav på utrymme och komfort. För att möta nya regler utrustades modellen med säkerhetsrattstång, nackstöd, barnspärr för bakre dörrlås, skivbromsar på framaxeln (ibland utrustad med servo) med mera. Motorn behöll samma aluminiumblock, topplocket omarbetades för bättre och högre kompression och slagvolymen utökades till 1,1 liter. Den större motorn utrustades med dubbelförgasare och oljekylare i prestandamodellerna 110 R Coupe samt 110 LS Sedan. Modellen blev en populär folkbil i framförallt Tjeckoslovakien och dess grannländer, men exporterades även till väst samt flera länder utanför Europa. Vissa varianter, såsom 130 RS och 130 RS Coupe, blev framgångsrika i internationella tävlingssammanhang där framförallt coupe-modellerna vann det mesta i sin klass.
Med tiden blev svansmotorkonceptet och stötstångsmotorn omoderna, och Škoda utvecklade en modern framhjulsdriven efterföljare (Škoda 720) med en kaross ritad av Italienska Italdesign, 1,8-litersmotor, nyutvecklad ventilstyrning, överliggande kamaxel samt hydrauliska ventillyftare. Bilen kunde utrustas med luftkonditionering från Tatra samt automatlåda, och man hade även planer på att använda pneumatisk fjädring i likhet med Citroën, men det styrande kommunistpartiet satte stopp för planerna i ett sent skede. Nästa modell blev istället Škoda 105/120, återigen med svansmotor.